# Günther-Volker-Stadion
Das Günther-Volker-Stadion ist ein Fußballstadion in der niedersächsischen Stadt Celle und Heimat des Fußballclubs TuS Celle FC. Aktuell hat das Stadion nur noch ein Fassungsvermögen von 4.000 Zuschauern.

## Geschichte
Der Platz und das angrenzende Vereinsheim wurden zwischen 1923 und 1928 eigenhändig von den Mitgliedern der Freien Turnerschaft von 1899 errichtet. Seit 1945 sind die Fußballer des TuS Celle FC dort zu Hause. Nachdem in den ersten Jahren noch Tausende von Fans direkt am Spielfeldrand stehen mussten, wurde 1951 eine unüberdachte Sitztribüne gebaut, die 300 Zuschauern Platz bot. Alles in allem bot der Sportplatz damals bis zu 10.000 Zuschauern Platz. Von der Laufbahn, die das Spielfeld umzogen hatte, blieb zunächst nur eine 100-m-Bahn mit Sprungkuhle, die jedoch später auch weichen musste.
Im April 1963 übernahm die Stadt Celle die Verwaltung des Stadions, daraufhin wurden die Umkleidekabinen renoviert. Im Sommer 1968 wurde eine zusätzliche kleine Tribüne neben dem Sportheim errichtet. Als in Celle ein Aufstieg in die 2. Fußball-Bundesliga in Reichweite war, forderte der TuS-Vorsitzende Günther Volker, nach dem das Stadion später benannt werden sollte, von der Stadt einen umfassenden Ausbau. Die Tribüne bot damals 2.160 Zuschauern Platz. Nach langen Diskussionen in Gremien und Ausschüssen wurden die Pläne nach dem Abstieg in die Viertklassigkeit jedoch vorerst ad acta gelegt.

Nach dem Erreichen der Aufstiegsrunde zur Oberliga Nord 1980 erbarmte sich die Stadt schließlich, so dass im September 1981 250.000 DM für eine achtstufige überdachte Sitzplatztribüne mit 418 Plätzen und angrenzenden Stehplatzrängen, die weiteren 1.120 Personen Platz bot, investiert wurden. Im Dezember 1989 wurde ein neues Umkleidegebäude erbaut. Nach den dauerhaften Erfolgen des Vereins errichtete die Stadt 1991 in Zusammenarbeit mit dem Landkreis eine große Sitztribüne für 4.000 Zuschauer an der Ostseite des Platzes und eine weitere Stehplatztribüne hinter dem Tor. Damit war das Spielfeld vollständig von einer Tribüne umgeben und bot nun 11.000 Zuschauern einen Platz. Insgesamt wurden für die Umbauarbeiten 2,5 Mio. DM investiert. Zusätzlich sponserte ein Autohändler eine Anzeigentafel, die zunächst noch manuell bedient werden musste, ab 1996 aber durch eine elektronische Anzeige ersetzt wurde. Im November 1992 wurde das erste Flutlichtspiel im Günther-Volker-Stadion ausgetragen.
 Seit einigen Jahren liegt das Fassungsvermögen bei 4.000 Zuschauern. Dies begründet die Stadt Celle u. a. mit baulichen Mängeln und geänderten Sicherheitsbestimmungen, u. a. fehlen Wellenbrecher.

## Besondere Spiele
Der Zuschauerrekord des Stadions wurde am 17. Januar 1996 bei einem Freundschaftsspiel gegen den FC Bayern München aufgestellt. Für das Spiel war extra eine mobile Zusatztribüne errichtet worden, so dass knapp 15.000 Zuschauer teilnehmen konnten. Der Punktspielrekord von 11.000 Zuschauern, der bereits am 24. Mai 1969 im Spiel gegen den VfB Lübeck aufgestellt wurde, konnte am 25. Oktober 1996 beim ersten Punktspiel gegen Hannover 96 seit fast 50 Jahren eingestellt werden. Im Juli 2001 waren bei einem erneuten Gastspiel des deutschen Rekordmeisters 12.000 Zuschauer anwesend.
Während der Fußball-Weltmeisterschaft 2006 bezog die angolanische Fußballnationalmannschaft ihr Quartier in Celle. Neben den Trainingseinheiten im Günther-Volker-Stadion fand am 25. Mai 2006 ein Trainingsspiel zwischen Angola und einer Auswahl Celler Fußballspieler statt, welche zum größten Teil aus TuS-Spielern bestand. Das Spiel endete vor knapp 8.200 Zuschauern mit 5:3 für Angola.
Weitere besondere Spiele waren das Finale der Deutschen A-Jugendmeisterschaft zwischen dem VfB Stuttgart und dem VfL Bochum am 25. Juni 2005 und das Lokalderby der TuS gegen den Stadtrivalen MTV Eintracht Celle am 26. September 2003. Das erste Derby seit 56 Jahren lockte 2800 Zuschauer ins Stadion, womit ein bundesweiter Landesligarekord aufgestellt werden konnte. Darüber hinaus bot das Günther-Volker-Stadion die Kulisse für zahlreiche Juniorenländerspiele der deutschen Auswahlteams.

### Länderspiele (unvollständig)
U-21-Nationalmannschaft
- Deutschland – Dänemark am 12. Oktober 1993
- Deutschland – Spanien am 15. August 2000
- Deutschland – Litauen am 17. August 2004

U-20-Nationalmannschaft
- Deutschland – Österreich am 14. November 2006

U-19-Nationalmannschaft
- Deutschland – England am 30. März 2004

U-17-Nationalmannschaft
- Deutschland – Frankreich im September 1991

U-16-Nationalmannschaft
- Deutschland – Dänemark im Mai 2012

## Galerie

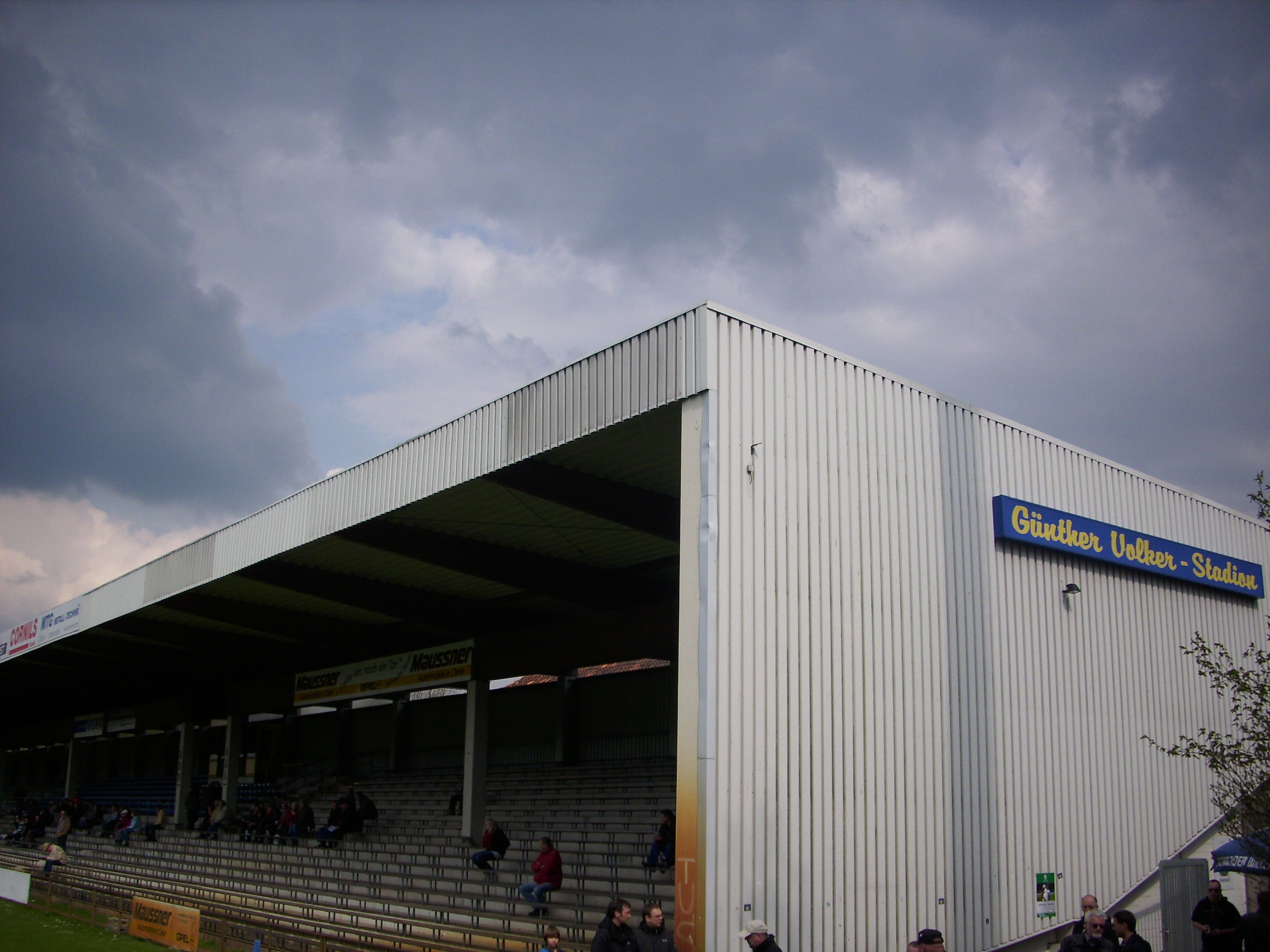
Die Haupttribüne
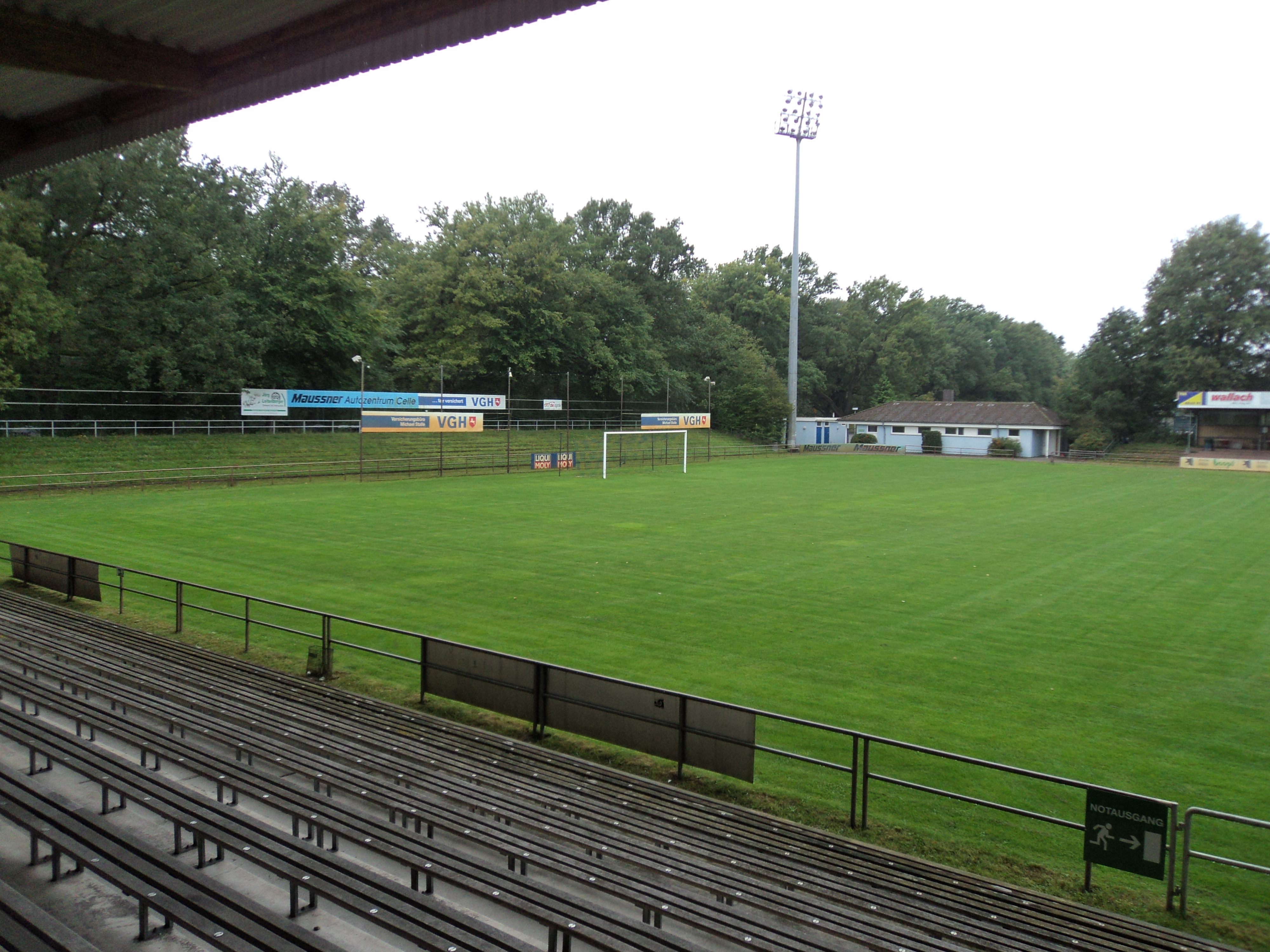
Blick von der Haupttribüne nach links (2014)